# Lok-Sabha-Wahlkreis Haveri
Der Lok-Sabha-Wahlkreis Haveri ist ein Wahlkreis bei den Wahlen zur Lok Sabha, dem Unterhaus des indischen Parlaments. Er liegt im Bundesstaat Karnataka und umfasst den größten Teil der Distrikte Haveri und Gadag.
Bei der letzten Wahl zur Lok Sabha waren 1.558.749 Einwohner wahlberechtigt.

## Letzte Wahl
Die Wahl zur Lok Sabha 2014 hatte folgendes Ergebnis:
| Kandidat                     | Partei                | Stimmen |
| ---------------------------- | --------------------- | ------- |
| Udasi Shivkumar Chanabasappa | BJP                   | 50,8 %  |
| Saleem Ahmed                 | INC                   | 42,9 %  |
| Shiddappa Kallappa Poojar    | Unabh.                | 1,4 %   |
| Sonstige                     | Sonstige              | 4,6 %   |
| Keiner der Kandidaten        | Keiner der Kandidaten | 0,3 %   |

## Wahl 2009
Die Wahl zur Lok Sabha 2009 hatte folgendes Ergebnis:
| Kandidat                            | Partei   | Stimmen |
| ----------------------------------- | -------- | ------- |
| Udasi Shivkumar Chanabasappa        | BJP      | 49,3 %  |
| Saleem Ahmed                        | INC      | 39,3 %  |
| Shivkumargoud Shidlingangouda Patil | JD(S)    | 5,2 %   |
| Basavaraj Shankarappa Desai         | Unabh.   | 1,3 %   |
| Sonstige                            | Sonstige | 4,9 %   |

## Wahlkreisgeschichte
Der Wahlkreis Haveri besteht seit der Lok-Sabha-Wahl 2009. Bei der Neuordnung der Wahlkreise entstand der Wahlkreis Haveri aus dem größten Teil des ehemaligen Wahlkreises Dharwad South und kleineren Teilen der Wahlkreise Dharwad North und Bagalkot.